# Herbita capona
Herbita capona là một loài bướm đêm trong họ Geometridae.